# Long Away
Long Away — песня британской рок-группы Queen, написана Брайаном Мэем, издана на студийном альбоме A Day at the Races. В качестве сингла выпускалась в Канаде, Новой Зеландии и США.

## Песня
Песня одна из немногих где поёт Мэй, играет на Red Special и двенадцатиструнной Burns Double Six. На Red Special он играет только второе соло. Самые высокие ноты пел Роджер Тейлор.
Песня по стилю похожа на композицию '39 из альбома A Night at the Opera, но в ней почти нет признаков фолк-рока.
Песня никогда не исполнялась на сцене с Меркьюри, хотя репетировалась перед A Day at Races Tour в январе 1977 года.
Песня также издана на двух сборниках Queen: Deep Cuts, Volume 1 (1973—1976) (2011) и Queen Forever (2014).

## Восприятие
The Washington Post описала его как «нежное воссоздание звучания The Beatles / The Byrds середины 1960-х» и одну из лучших песен на альбоме. Уэсли Стрик из журнала Circus в смешанном обзоре альбома назвал лучшую песню альбома, а также отметил влияние The Beatles и The Byrds. Он заметил, что песня «Long Away» была
«навязчивой», «не заумной или ради смеха, а в отличие от большинства песен Races кажется настоящей».

## Комментарии
Long Away — это двенадцатиструнная вещь, написанная Брайаном… очень интересные гармонии. 
 Фредди Меркьюри 1977 год.

 Если честно, я бы хотел, чтобы меня запомнили по нескольким песням, ни одна из которых не была действительно хитовой, но в некоторых из них было много эмоций: «White Queen», «Let Us Cling Together» и «Long Away» из альбома A Day at the Races. И «We Will Rock You». 
 Брайан Мэй 1982 год.